# Lac d'Orta
Le lac d'Orta ou Cusio (en latin Cusius) est un petit lac alpin de la province de Novare et de celle du Verbano-Cusio-Ossola, en Italie du Nord. Il est situé entièrement dans la région du Piémont.

## Origine du nom
À l'époque médiévale, le lac était connu comme le lac de San Giulio et c'est seulement au XVIIe siècle qu'il a commencé à s'appeler le lac d'Orta, d'après la ville d'Orta San Giulio. 

## Géographie
Le lac d'Orta est parallèle au lac Majeur, dont il est séparé par le mont Mottarone (1 489 m), et se situe sur la route de Domodossola à Novare. C'est le plus occidental des lacs alpins créés par le glacier du Simplon, ses eaux sortent au nord pour rejoindre le Toce (via la Strona), puis le lac Majeur.
Long de 13,4 km sur 2,5 km de large, le lac a un périmètre de 33,5 km, une superficie de 18,15 km2 et une profondeur maximale de 143 m. Il est situé à une altitude de 292 mètres (soit 100 m plus haut que le lac Majeur).

Comme la plupart des grands lacs alpins du nord de l'Italie, le lac d'Orta a été formé pendant l'ère quaternaire lors de la dernière déglaciation il y a environ vingt mille ans, par la descente et la fonte des glaciers en trois cirques concentriques.

## Le lac dans l'Histoire
La présence humaine sur le lac d'Orta est ancienne et remonte au néolithique, comme en témoignent les fouilles archéologiques menées sur l'île de San Giulio, qui ont mis au jour un fragment de céramique attribuable à la culture des Vases à Bouche carrée. Pendant l'âge du fer, le lac était habité par des populations celtiques de la culture de Golasecca. Au cours des siècles, le territoire a suivi le processus de romanisation qui caractérise la regio XI Transpadana.
À la fin du IVe siècle, les deux frères grecs Jules et Julien, originaires de l'île d'Égine, arrivent sur les rives du lac, et travaillent avec le consentement de l'empereur Théodose Ier à l'évangélisation et à la construction d'églises. La légende veut que Saint Jules ait laissé à son frère la tâche de construire à Gozzano la 99e église, en essayant de trouver l'endroit où établir la centième. Déterminé à la construire dans la petite île, mais ne trouvant personne disposé à le faire traverser, Jules aurait étendu son manteau sur les eaux en naviguant sur lui. Sur l'île, il vainquit les dragons et les serpents qui y vivaient, symboles de la superstition païenne, les chassant à jamais et jeta les fondations de l'église au même endroit où se trouve aujourd'hui la basilique San Giulio. La légende de San Giulio est mentionnée dans de nombreux ouvrages.
Avec l'arrivée des Lombards, autour de l'an 570, les terres du Haut Novarais ont été rassemblées dans le duché de San Giulio, avec à sa tête le duc Mimulf, ayant pour mission de défendre la région des Francs. Lorsque, apparemment à cause de la trahison de Mimulf, les Francs traversèrent le col du Simplon, le roi des Lombards Agilulf fit décapiter Mimulf. Un sarcophage qui est censé avoir accueilli sa dépouille est actuellement utilisé dans la basilique.
En 957, le château de l'île de San Giulio, qui a été fortifié par Bérenger II, est assiégé par Liudolf de Souabe, fils de l'empereur Otton Ier. À la mort de Liudolf, Bérenger reprend les hostilités, forçant l'empereur à aller en Italie. Alors que Bérenger s'est réfugié à San Leo dans le duché de Spolète, sa femme, Willa, rassemble tous ses trésors sur l'île de San Giulio, dans l'une des seules forteresses du royaume en mesure de résister longtemps. En 962, le siège dure deux mois avant que la reine ne se rende. Otto prend possession du trésor, mais admire le courage de la reine, et lui permet de rejoindre son mari. Pendant le siège est possiblement né sur l'île Guillaume de Volpiano.
En 1219, après une lutte de vingt ans entre l'évêque et la ville de Novare, est officiellement créée la Riviera di San Giulio. En 1311, elle devient comté impérial, puis État (également connu comme évêché). En 1767, les droits souverains sur le territoire ont été cédés à la famille de Savoie. Mais le transfert définitif du pouvoir est seulement devenu effectif en 1817 avec la renonciation officielle par le dernier prince-évêque titulaire. La ville d'Omegna et la partie nord du lac sont fédérées avec la ville de Novare depuis 1221, ce qui a amené à la province actuelle.

### Le désastre écologique du lac et de son drainage
À partir de 1926 et pendant une longue période de plusieurs années, le lac d'Orta a été gravement pollué par des rejets de sulfate de cuivre et d'ammonium de l'entreprise textile Bemberg (it). En quelques années, le lac devint invivable pour la majorité des organismes pélagiques et benthiques. Cet événement ne fut pas le seul à cause de la poursuite du processus d'industrialisation de la côte. Dans les années 1960, les métaux déchargés par l'activité électro-galvanique (tels que les sels de cuivre, de chrome, de nickel et de zinc) ont aggravé les conditions lacustres, accentuant encore l'acidification de l'ensemble du lac. Dans ces années, le lac est devenu célèbre comme l'un des plus pollués au monde à la suite d'une étude effectuée par des experts internationaux. Avec la fermeture des sources de déchets toxiques, les années 1980 ont entamé une amélioration progressive grâce également à la construction de collecteurs d'eaux usées des zones urbaines voisines. Après ces interventions, le lac put se repeupler de poissons et d'oiseaux aquatiques.

## Économie
Depuis la préhistoire, on exploite sur ses abords d'importants gisements de fer.

## Agglomérations principales
- Omegna, important centre industriel et station touristique au bord du lac ;
- Orta San Giulio, petite ville médiévale ;
- Miasino.

## Tourisme

### L’Isola di San Giulio

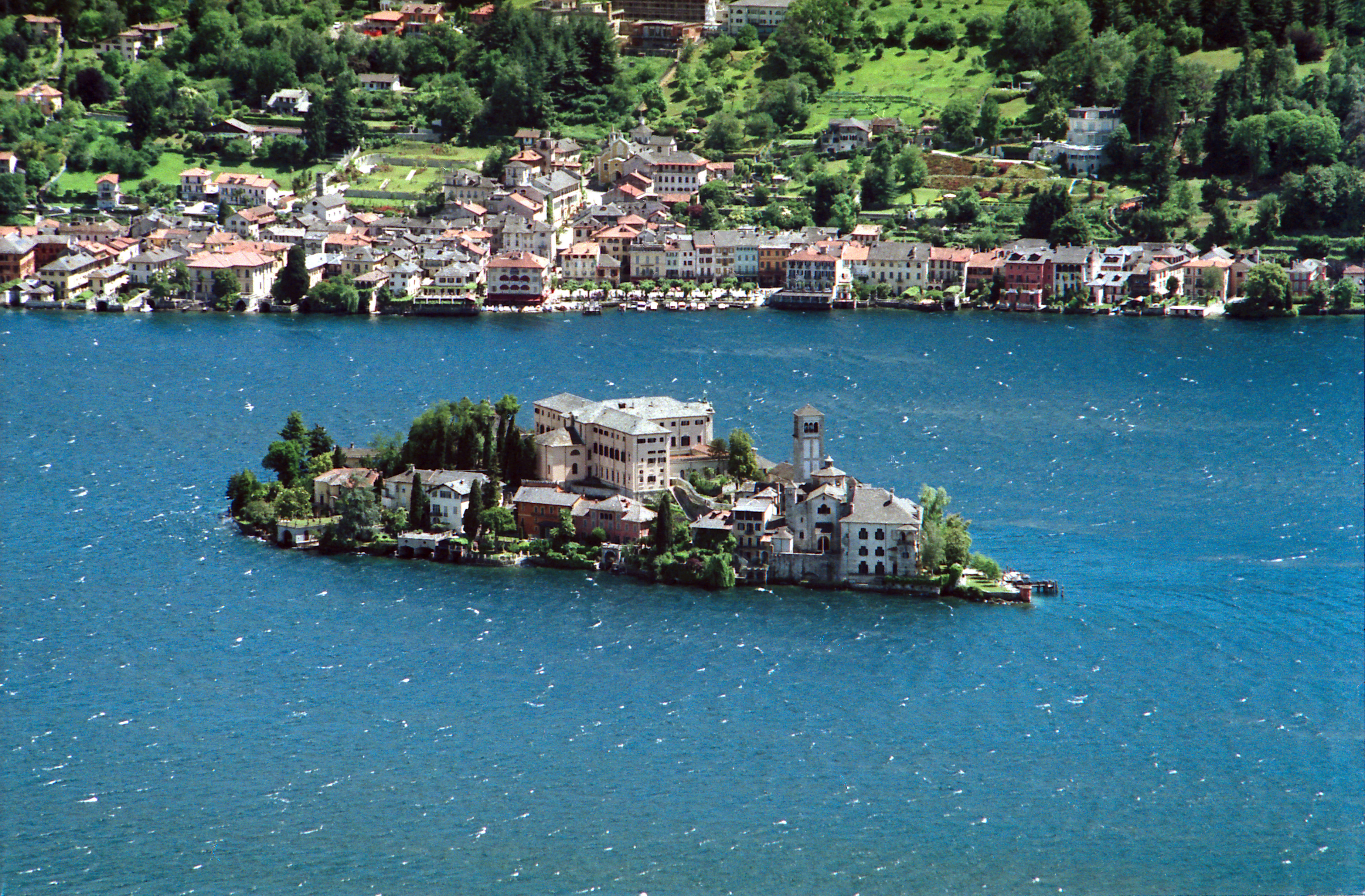
Vue de l'île San Giulio, avec en face la ville d'Orta. Vue prise depuis le sanctuaire de Madonna del Sasso (rive occidentale du lac).

Située à 400 mètres de la rive où des navettes régulières font le trajet depuis Orta, l'île est longue de 275 m sur 140 (périmètre de 650 m). C'est un rocher pittoresque couvert de vieilles maisons médiévales au bord des rives du lac et couronné par les bâtiments du séminaire qui a remplacé le château des anciens ducs détruit en 1842.
- La basilique du XIVe siècle (restaurée aux XVIe et XVIIIe siècles), où l'on peut voir la chaire sculptée, le sarcophage du duc lombard Mimulfe, les stalles du chœur et de très belles fresques du XVe siècle. Les restes de saint Jules d'Orta sont conservés dans la crypte.
- La belle tour (Torre di Buccione).

### LeSacro Monte(le mont Sacré)
Créées à partir de 1583 par les habitants et consacrées à saint François d'Assise, les peintures de vingt-et-une chapelles représentent la vie et les miracles du saint. Au milieu d'une nature arborée de pins, mélèzes, hêtres, érables, etc., ces chapelles formant une rotonde, sont décorées avec goût de dessins de Michel-Ange, de peintures et de sculptures, représentant la vie du saint.
La promenade se fait à pied depuis le bas du mont. La vue sur le lac d'Orta est magnifique.

### Le mont Mottarone
Deux accès possibles :
- depuis Orta, par la route touristique très abrupte qui passe à Armeno. Pour les plus courageux, un sentier pédestre et très physique monte au sommet en trois ou quatre heures ;
- depuis Stresa, une route à péage, en plus sinueux, monte au sommet ;
- de Stresa en vingt minutes par le téléphérique Stresa-Alpino-Mottarone, le long d’un parcours très panoramique, on atteint le sommet de cette montagne haute de 1 491 mètres, qui sépare le lac Majeur du lac d’Orta. Si le temps le permet, on peut jouir d’une vue sur le mont Rose, sept lacs, les îles Borromées, la vallée du Pô avec Milan.

Il y a la possibilité de descendre à la station intermédiaire pour visiter le jardin botanique Alpinia, consacré à la flore des Alpes et aux plantes officinales, qui offre, entre autres, un balcon sur les îles Borromées.
- Station de ski en période hivernale.

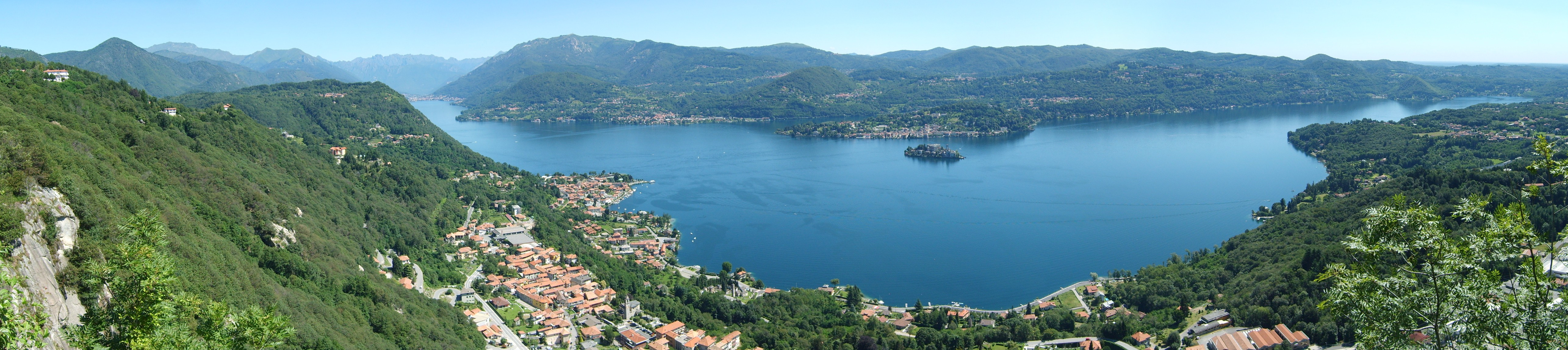
Le lac d'Orta.

## Crédit d'auteurs
- (it) Cet article est partiellement ou en totalité issu de l’article de Wikipédia en italien intitulé « Lago d'Orta » (voir la liste des auteurs).